# Olivier van Kempen
Olivier van Kempen (22 september 1952) is een Nederlands ex-basketbalspeler en coach. Als speler speelde hij negen seizoenen voor BS Weert. Later werd hij bij dezelfde club coach, en leidde hij BSW na haar eerste landskampioenschap in 1994. Olivier is de vader van Kenneth van Kempen, ook ex-basketballer.

## Erelijst

### Als coach
BS Weert
- Landskampioen: 1994